# Listă de localități din raionul Dondușeni
Această listă conține satele și orașele din raionul Dondușeni, Republica Moldova.
| Denumire       | oraș / centru de comună / sat |
| -------------- | ----------------------------- |
| Arionești      | sat (comună)                  |
| Baraboi        | sat (comună)                  |
| Boroseni       | sat în comuna Elizavetovca    |
| Braicău        | sat în comuna Sudarca         |
| Briceni        | sat (comună)                  |
| Briceva        | sat în comuna Tîrnova         |
| Caraiman       | sat în comuna Frasin          |
| Cernoleuca     | sat (comună)                  |
| Climăuți       | sat (comună)                  |
| Codrenii Noi   | sat în comuna Frasin          |
| Corbu          | sat (comună)                  |
| Crișcăuți      | sat (comună)                  |
| Dondușeni      | oraș, reședință de raion      |
| Dondușeni      | sat (comună)                  |
| Elenovca       | sat în comuna Tîrnova         |
| Elizavetovca   | centru de comună              |
| Frasin         | centru de comună              |
| Horodiște      | sat (comună)                  |
| Moșana         | centru de comună              |
| Octeabriscoe   | sat în comuna Moșana          |
| Pivniceni      | sat (comună)                  |
| Plop           | sat (comună)                  |
| Pocrovca       | sat (comună)                  |
| Rediul Mare    | sat (comună)                  |
| Scăieni        | sat (comună)                  |
| Sudarca        | centru de comună              |
| Teleșeuca      | centru de comună              |
| Teleșeuca Nouă | sat în comuna Teleșeuca       |
| Tîrnova        | centru de comună              |
| Țaul           | sat (comună)                  |